# Ron Clements
Ronald Clements (ur. 25 kwietnia 1953 w Sioux City) – amerykański reżyser.

## Filmografia
- 1986: Wielki mysi detektyw
- 1989: Mała Syrenka
- 1992: Aladyn
- 1997: Herkules
- 2002: Planeta skarbów
- 2009: Księżniczka i żaba

## Nagrody i Nominacje
| Nagroda | Rok  | Typ       | Film               | Kategoria                                                                  |
| ------- | ---- | --------- | ------------------ | -------------------------------------------------------------------------- |
| Oscary  | 2003 | Nominacja | Planeta skarbów    | Najlepszy pełnometrażowy film animowany                                    |
| Oscary  | 2010 | Nominacja | Księżniczka i żaba | Najlepszy pełnometrażowy film animowany                                    |
| Annie   | 1997 | Wygrana   | Herkules           | Najlepsze indywidualne osiągnięcie: produkcja animowanej produkcji kinowej |
| Annie   | 1997 | Wygrana   | Herkules           | Najlepsze indywidualne osiągnięcie: reżyseria animowanej produkcji kinowej |
| Annie   | 2003 | Nominacja | Planeta skarbów    | Najlepsze indywidualne osiągnięcie: reżyseria animowanej produkcji kinowej |
| Hugo    | 1993 | Nominacja | Aladyn             | Najlepsza prezentacja dramatyczna                                          |